# Hesperochiron
Hesperochiron es un género de plantas con flores perteneciente a la familia Boraginaceae. Comprende 9 especies. Comprende 22 especies descritas y de estas, solo 5 aceptadas. Es originario de Norteamérica occidental. 

## Descripción
Estas son hierbas perennes de raíces gruesas que crecen en parches rastreros en el suelo y  producen flores de color blanco azulado con gargantas amarillas. Crecen en zonas húmedas como prados.
Las especies son generalmente similares en apariencia, con hojas oblongas de hasta 7 u 8 centímetros de largo y de 2 a 3 de ancho, a menudo cubiertas con pequeños pelos. Hesperochiron californicus, produce flores ligeramente más grandes que las de H. pumilus.

## Taxonomía
El género fue descrito por Sereno Watson y publicado en United States Geological Expolration (sic) of the Fortieth Parallel. Vol. 5, Botany 281, pl. 30. 1871. La especie tipo es: Hesperochiron californicus (Benth.) S. Watson	

## Especies aceptadas
A continuación se brinda un listado de las especies del género Hesperochiron aceptadas hasta septiembre de 2013, ordenadas alfabéticamente. Para cada una se indica el nombre binomial seguido del autor, abreviado según las convenciones y usos.
- Hesperochiron californicus (Benth.) S. Watson
- Hesperochiron campanulus (Greene) Brand
- Hesperochiron nanus (Lindl.) Greene
- Hesperochiron pumilus (Griseb.) Porter